# Metro Inc.
Metro Inc. ist ein Einzelhandelsunternehmen für Lebensmittel in den kanadischen Provinzen Québec und Ontario. Das Unternehmen hat seinen Sitz in Montreal.

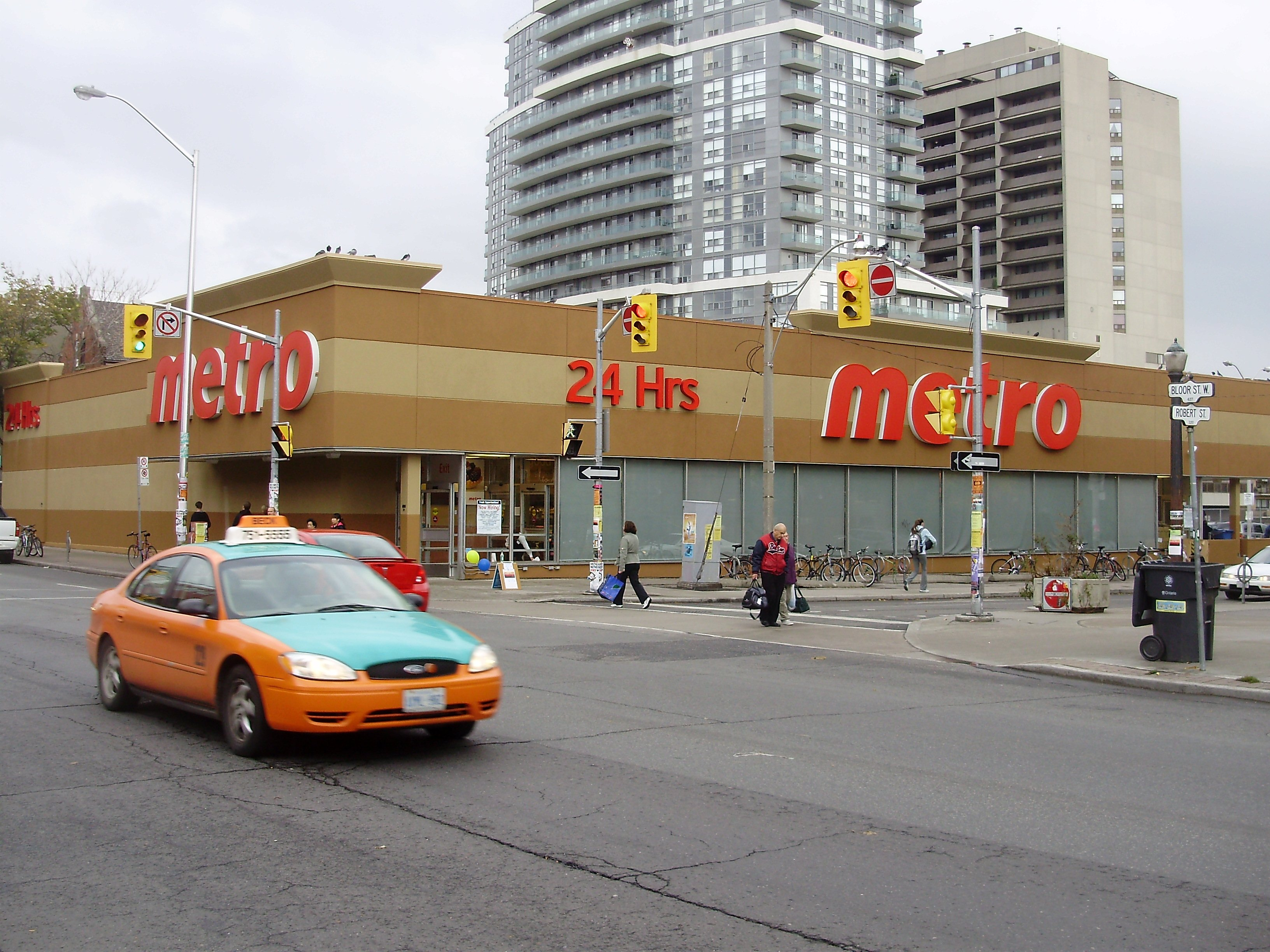
Eine rund um die Uhr geöffnete Metro-Filiale in Toronto.

Metro ist der zweitgrößte Lebensmittelhändler in Ontario und Québec nach der Loblaw Companies. Es gibt zurzeit 243 Filialen in Quebec und 135 Filialen in Ontario. Bei den Filialen handelt es sich jedoch immer um unabhängig und privat geführte Franchise-Läden.
Neben den konventionellen Metro-Filialen gibt es weitere dem Unternehmen angeschlossene Ketten, wie Super C, ein Discounter mit 60 Filialen in Québec, Metro Plus, den größeren Metromärkten und 142 Filialen der Kette Marché Richelieu.
2007 stieg der Gewinn um 9,3 % von 253 Mil. CAD (im Jahr 2006) auf 276,6 Mil. CAD (2007) an.
Zwischen der kanadischen Metro Inc. und der deutschen Metro AG besteht kein Zusammenhang.